# Бури (месторождение)
Бури — оффшорное нефтяное месторождение в Ливии. Открыто в 1977 году.
Начальные запасы нефти составляют 90 млн тонн. Залежи на глубине 2700—2800 м. Нефтеносность связана с отложениями эоценового возраста.
Нефть Бури входит в состав ливийской экспортной марки Es Sider.
Оператор месторождения — компания Eni.